# Isothamnis
Isothamnis is een geslacht van vlinders uit de familie van de wespvlinders (Sesiidae), onderfamilie Tinthiinae.
Isothamnis is voor het eerst wetenschappelijk beschreven door Edward Meyrick in 1935. De typesoort is Thamnoscelis prisciformis.

## Soort
Isothamnis omvat de volgende soort:
- Isothamnis prisciformis (Meyrick, 1935)